# 烏克蘭國際文傳電訊社
烏克蘭國際文傳電訊社（羅馬化：Interfaks-Ukraina）是一家乌克兰通讯社，成立于1992年，以乌克兰语、俄语、英语和德语報導。
该公司拥有一个有50个座位的新闻中心，並有105位員工。

## 历史
烏克蘭国际文传电讯社于烏克蘭獨立后的一年後的1992年由一个10人团队于哈爾科夫成立。1993年，该机构迁至首都基輔。